# حاجبية أطلسية
الحاجبية الأطلسية (باللاتينية: Ophrys atlantica) هو نوع نباتي هجين غير مؤكد ينتمي إلى جنس الحاجبية من الفصيلة السحلبية.

## الموئل والانتشار
موطن هذا النوع المغرب العربي وإسبانيا.

## مرادفات للاسم العلمي
- (باللاتينية: Ophrys fusca subsp. atlantica (Munby) E. G. Camus)
- (باللاتينية: Ophrys fusca var. atlantica (Munby) Coss.)
- (باللاتينية: Ophrys atlantica subsp. durieui (Rchb. f.) Maire & Weiller)
- (باللاتينية: Ophrys fusca subsp. durieui (Rchb. f.) Soó)
- (باللاتينية: Ophrys fusca var. durieui Rchb. f.)